# Departamento Quemú Quemú
Quemú Quemú es un departamento en la provincia de La Pampa (Argentina).

## Gobiernos locales
Su territorio se divide entre:
- Municipio de Miguel Cané
- Municipio de Quemú Quemú (parte de su zona rural está en el departamento Maracó)
- Municipio de Villa Mirasol (parte de su zona rural está en el departamento Conhelo)
- Municipio de Colonia Barón (parte de su zona rural está en el departamento Conhelo)
- Comisión de fomento de Relmo
- Zona rural del municipio de Metileo (el resto se extiende por los departamentos de Trenel, Conhelo y Maracó)
- Zona rural del municipio de Catriló (el resto se extiende en el departamento Catriló)
- Zona rural del municipio de Lonquimay (el resto se extiende en el departamento Catriló)
- Zona rural del municipio de Uriburu (el resto se extiende en el departamento Catriló)

## Población
El departamento contó con 8460 habitantes (Indec, 2022), lo que representó un descenso del 2.3% frente a los 8663 habitantes (Indec, 2010) del censo anterior.  